# Gaius Julius Lacer
Gaius Julius Lacer, parfois Caius Julius Lacer, est un architecte de la Rome antique.

## Biographie

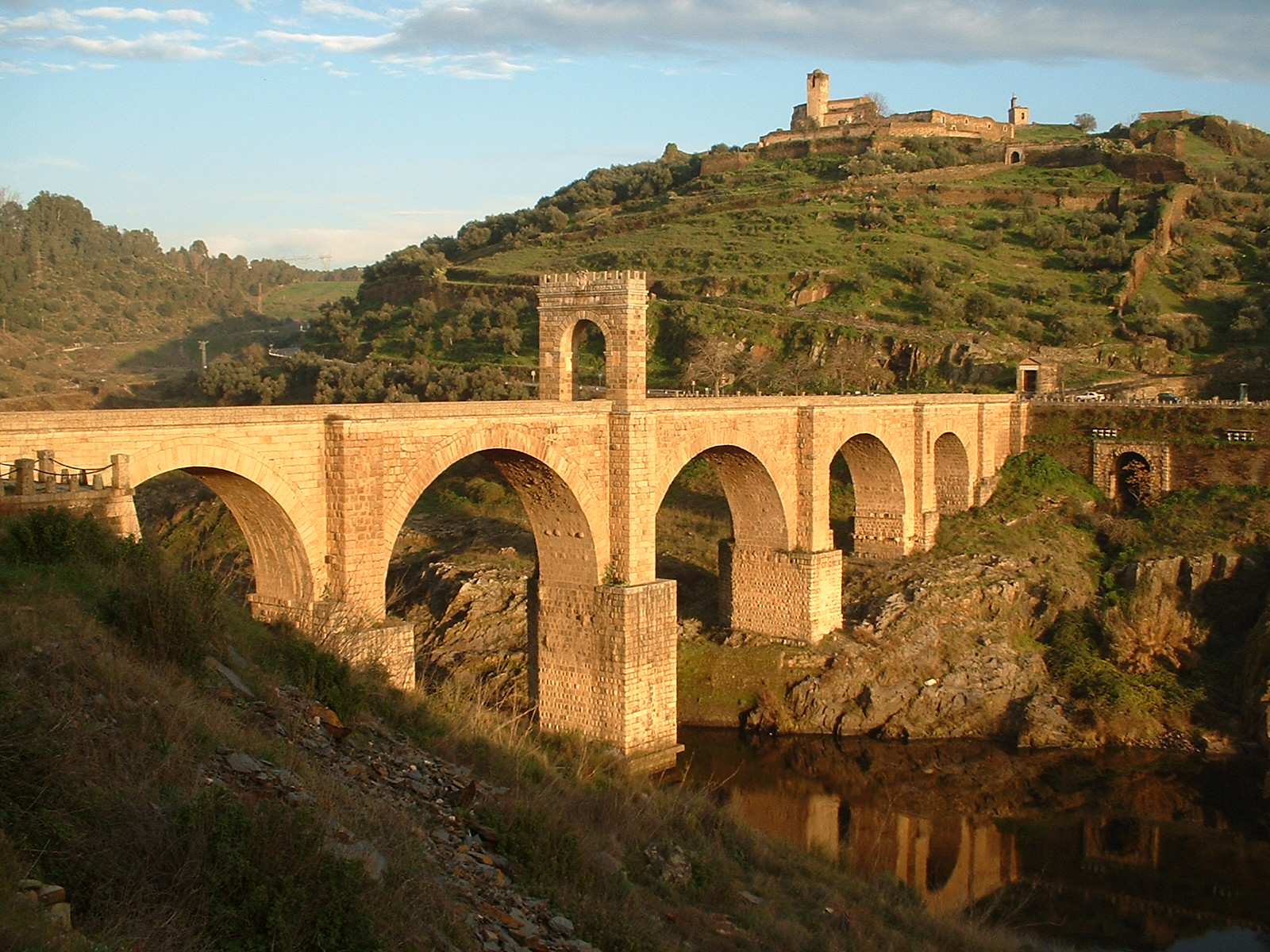
Le pont d'Alcántara

Contemporain de Trajan, il est célèbre pour avoir construit vers 104-106, un pont sur le Tage le pont d'Alcántara,.